# Polskie Koleje Państwowe

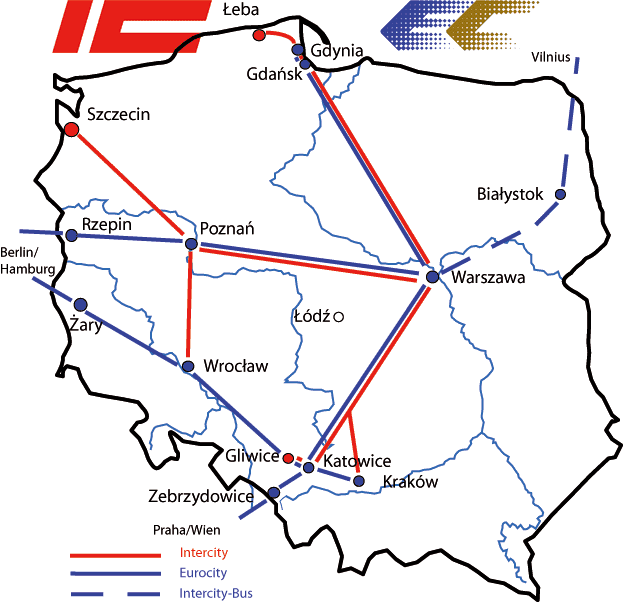
Intercity- en Eurocity-netwerk van PKP InterCity, 2006/07

De Polskie Koleje Państwowe, Spółka Akcyjna (PKP S. A.) (Poolse Staatsspoorwegen) is de grootste spoorwegmaatschappij in Polen.

## Organisatie
De PKP is een naamloze vennootschap waarvan de aandelen in handen van de Poolse overheid zijn. Onder de vlag van de PKP zijn de volgende dochterbedrijven opgericht:
| Bedrijfsnaam                     | Taak                                     |
| -------------------------------- | ---------------------------------------- |
| Polskie Koleje Państwowe S. A.   | Centrale organisatie                     |
| PKP Intercity                    | Passagierstransport voor lange afstanden |
| PKP Szybka Kolej Miejska         | Passagierstransport (binnen steden)      |
| PKP Cargo                        | Goederentransport                        |
| PKP Linia Hutnicza Szerokotorowa | Goederentransport (breedspoor)           |
| PKP Telekomunikacja Kolejowa     | Rail-telecommunicatie                    |
| PKP Energetyka                   | Energievoorziening spoorwegen            |
| PKP Informatyka                  | IT-technologie                           |
| PKP Polskie Linie Kolejowe       | Spoormanagement                          |

## Geschiedenis

### Het begin
Bij de opkomst van de spoorwegen in de 19e eeuw lag Polen niet op de huidige plaats. Grote delen van het huidige Polen waren Pruisisch/Duits, Russisch en Oostenrijks-Hongaars. De ontwikkeling van de spoorwegen in deze drie gebieden was verschillend: het meest dichte spoorwegnet ontstond in Pruisen, het Russische deel was veel minder dicht en had een afwijkende spoorwijdte van 1524 mm (breedspoor), terwijl het Pruisische en het Oostenrijkse net een spoorwijdte van 1435 mm (normaalspoor) hadden.

### Tweede Poolse republiek
Toen de staat Polen in 1918 weer opgericht werd, was de prioriteit de harmonisering van de drie spoorwegnetten. Het voormalige Russische net werd verbouwd naar een spoorwijdte van 1435 mm. Er werd nieuw materieel besteld en er werd veel Pruisisch materieel als reparatie-betaling ontvangen. In 1926 werd de PKP opgericht om het railvervoer in Polen te verzorgen.
In het midden van de jaren twintig werd een groot nieuwbouwproject gestart om de nieuwe zeehaven van Gdynia met het mijnbouwgebied van Opper-Silezië te verbinden. Deze spoorlijn van Gdynia naar Katowice kreeg een kaarsrecht noord-zuid verloop.
In de jaren twintig nam ook de transitofunctie van Polen in belang toe. Alleen met Litouwen bestond geen spoorverbinding, hetgeen te maken had met de slechte verhoudingen met Litouwen vanwege de Poolse bezetting van de stad Vilnius.

### Tweede Wereldoorlog
In de Tweede Wereldoorlog stond de PKP onder het toezicht van de Duitse en Russische bezetters. De Poolse spoorwegen werden ingezet bij het transport van mensen naar de diverse vernietigingskampen in Polen en bij de volksverhuizing van Polen en Duitsers direct na de Tweede Wereldoorlog. Na de oorlog werd de PKP weer voortgezet als Pools bedrijf.

### Na de oorlog
Na de oorlog verschoof Polen als het ware naar het westen. Het oostelijke deel van Polen werd geannexeerd door de Sovjet-Unie, alle Duitse gebieden ten oosten van de Oder-Neissegrens werden toegewezen aan Polen. Op 15 september 1945 nam de PKP het bestuur over de spoorwegen in deze gebieden over van de Sovjet-Unie. In de communistische periode (1945-1989) werd Polen weer een belangrijk transitoland. Omdat de Sovjet-Unie twijfelde aan de betrouwbaarheid van Polen als partner werden ook alternatieven ontwikkeld voor het transport door Polen, bijvoorbeeld in de vorm van een veerverbinding tussen Mukran op Rügen in de DDR en Klaipėda in Litouwen. Ook voor militaire transporten van het Rode Leger naar de DDR werd van de PKP gebruikgemaakt. In 1979 werd de Linia Hutnicza Szerokotorowa geopend, een breedspoor-goederenlijn naar Rusland in het verder, op een paar grenstrajecten na, geheel normaalsporige land.

## De PKP na 1989
Na de val van het communisme in 1989 nam het personenverkeer in Polen sterk toe. Met name de automobiliteit groeide, maar ook de PKP was van groot belang. Bij het goederenvervoer is het transitoverkeer nog steeds de belangrijkste rol: het gaat hierbij om de verbindingen tussen de zeehavens Szczecin en Gdańsk/Gdynia en Tsjechië, Slowakije en Zuidoost-Europa en Oost-West verkeer tussen Duitsland (Frankfurt (Oder) en Görlitz) naar Wit-Rusland en Oekraïne. Aan de oostgrens van Polen moeten de goederenwagons omgespoord worden naar de andere spoorwijdte.
In 2013 werkten 85.000 werknemers voor alle spoorgerelateerde overheidsbedrijven van de PKP Groep samen en omvat het spoorwegnet 23.429 km. Een hogesnelheidsnet wordt gepland dat Warschau via Łódź met Kalisz verbindt en dan vertakt in twee eindbestemmingen: Wroclaw en Poznań. Een aanleg met ruime bogen moet snelheden tot 360 km/u toelaten.